# Jean-Claude Loubat de Bohan
Pour les articles homonymes, voir Bohan (homonymie).
Jean Claude Loubat de Bohan, né le 28 novembre 1755 à Bourg-en-Bresse (Ain), mort le 12 octobre 1839 à Bourg-en-Bresse (Ain), est un général et philosophe de la Révolution française.

## États de service
Le 17 novembre 1765, il est admis à l’école royale militaire, il passe sous-lieutenant en 1772, dans le régiment Royal-Pologne, et capitaine en 1779. En mai 1788, il devient capitaine commandant, et il est nommé colonel le 29 octobre 1792, au 9e régiment de cavalerie.
Il est promu général de brigade provisoire le 20 mai 1793, il participe à la bataille de Landremont. Le 30 septembre 1793, il commande la cavalerie de l’armée du Rhin, et il est suspendu de ses fonctions le 12 octobre suivant par les représentants en mission. Il est arrêté comme suspect le 3 avril 1794, et il est libéré le 17 août suivant. Il est autorisé à prendre sa retraite le 5 août 1797, et il est mis au traitement de réforme le 12 juin 1802.
Il est fait chevalier de la Légion d’honneur le 6 novembre 1805, et il est admis à la retraite le 16 juin 1811.
Lors de la seconde restauration, le roi Louis XVIII le fait chevalier de Saint-Louis en mars 1816.
Il meurt le 12 octobre 1839, à Bourg-en-Bresse.

## Sources
- (en) « Generals Who Served in the French Army during the Period 1789 - 1814: Eberle to Exelmans »
- Jean Claude Loubat de Bohan  sur roglo.eu
- Baptiste-Pierre Courcelles, Dictionnaire historique et biographique des généraux français : depuis le onzième siècle jusqu'en 1822, vol.9, l’Auteur, 1822, 558 p. (lire en ligne), p. 516.
- Sylvain Maréchal et Joseph Rançais de Lalande, Dictionnaire des athées anciens et modernes, Bruxelles, chez l’éditeur, rue des sols, 1833, p. 58.
- Côte S.H.A.T.: 20 YD 71